# 杉浦三郎兵衛

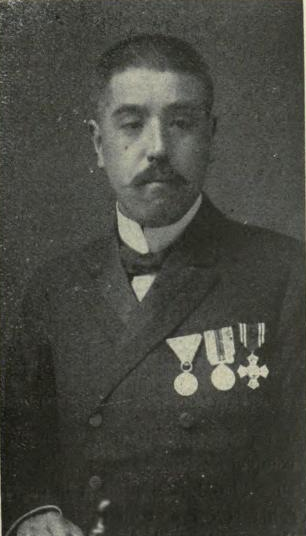
10代杉浦三郎兵衛

杉浦三郎兵衛（すぎうらさぶろべえ）は、江戸時代創業の京都の呉服商「大黒屋」の歴代当主が襲名した通称。大黒屋は京都と東京に店を持って繁栄し、石門心学を経営理念とした豪商として知られる。大正時代に杉浦商店と名を変え、現在は不動産業の大三株式会社として引き継がれている。

## 大黒屋
近江国高島郡出身の内海清兵衛が京に出て行商を始め、寛文3年(1663年)に三条通富小路西入中之町で呉服商として創業。京都では呉服の仕入店を、江戸では営業店をそれぞれ開店し、京都「呉服店廿軒組」、江戸「十組諸問屋」に所属するほど発展し、京店（本店）・江戸石町店・江戸本所店・岐阜店・大坂店の五店舗を設けるなど、有数の豪商に成長した。石門心学を基にした経営理念のほか、店員のほとんどが高島郡の農家出身で、満期奉公した者をすべて大黒屋別家とするなど特色ある経営で繁栄した。明治に入ると京都店、東京石町店以外は閉店し、二店舗体制で営業を続け、明治44年（1911年）には満州、朝鮮でも商いを始めた。大正7年ころに杉浦商店と名を変え、大正12年(1923)には資本金20万円の株式会社杉浦商店を設立して東京を本店、京都を出張所に変更。京都店は休業状態となって昭和31年(1956)に処分されたが、東京店は大黒屋の大と三郎兵衛の三をとって「大三株式会社」と名を変え、不動産業として存続している。

## 歴代当主
- 初代・内海清兵衛

創業者の内海清兵衛は江州高島郡太田村の出身で行商から身を興し、岐阜羽島出身の杉浦美喜と結婚後、杉浦に改姓。
- 2代・杉浦三郎兵衛利次（法名・道有）

初代の清兵衛と同郷の坂江吉右衛門が二代目を継ぎ、三郎兵衛と改名、これ以降、大黒屋の当主は代々杉浦三郎兵衛を名乗る。
- 3代・杉浦三郎兵衛利軌(法名・宗夕、1702-1744)

2代目の甥・坂江九兵衛が三代目を継ぎ、襲名。
- 4代・杉浦三郎兵衛利喬(法名・宗仲。1733～1809)

3代目の長男。11歳で石田梅岩に入門し、梅岩没後は富岡以直・斎藤全門らに師事して終生心学を学び続けた。京店の奉公人には『斉家論』などを授けたほか、富岡以直を招いて心学の指導も受けさせていた。姉夫婦が大阪店を開業。
- 5代・杉浦三郎兵衛利行（法名・宗行）
- 6代・杉浦三郎兵衛利義（法名・宗義、?-1819）

5代目の子
- 7代・杉浦三郎兵衛利為（法名・宗為、?-1841）

坂江家の新太郎が六代目の跡を継ぎ、襲名
- 8代・杉浦三郎兵衛利用

七代目の長男
- 9代・杉浦三郎兵衛利貞

七代目の次男。明治8年から上京惣区長、12年から22年まで上京区長を務めた
- 10代・杉浦三郎兵衛利挙（号・丘園、1875‐1958）

九代目の甥。杉浦福助の長男で、1879年に家督を相続。骨董が趣味で、修学院村に雲泉荘を営み、古書古器物の蒐集につとめ、個人雑誌『雅楽堂好古雑誌』を創刊。大黒屋を杉浦商店に改称し、株式会社とし、さらに昭和19年（1944年）に大三株式会社へ社名変更して相談役に退く。
- 11代・杉浦雅太郎（1906-1945）

十代目の長男。39歳で早世。1940年から「京都交響楽団」のバイオリン奏者として活躍し、膨大なレコードコレクションを所有、没後、公益財団法人ロームミュージックファンデーションより杉浦雅太郎SPレコードセットを刊行した。
- 12代・杉浦利之（1929-）

雅太郎の長男。経営には関わっていない。